# Jeux de pronostics en France
Les jeux de pronostics sont autorisés en France depuis 1985 (loi n° 84-1208 de finances pour 1985). 
Jusqu'en 2010, le monopole de l'organisation et l'exploitation de ces jeux est confiée à La Française des jeux. Les pronostics peuvent porter sur tous types d'événements sportifs, et dans tous les sports, hormis les courses hippiques et les compétitions de pelote basque, dont l'exploitation est confiée au Pari mutuel urbain.
Les jeux doivent comprendre une partie pronostics et une partie hasard.

## Définitions

### Prises de jeu
Les jeux de pronostics de la Française des jeux sont disponibles dans tous les points de vente Loto.
- Au départ, la prise de jeu s'effectuait sur des bulletins « trois volets » devant être passés par les détaillants dans des « valideuses » (après validation, le premier volet était transmis physiquement).

### Types de jeu
Jeu basé sur la répartition - principe du pari mutuel
Jeu où les participants jouent les uns contre les autres, le total des gains affecté à un rang de gains est réparti entre les gagnants à ce rang.
Ce type de jeu ne comporte aucun risque pour l'organisateur.
Si un rang de gains ne comporte aucun gagnant, les sommes correspondantes sont reportées sur les autres rangs ou sur un événement ultérieur (pactole).

### Types de Pronostics
Pronostic 1-N-2
Les pronostics de type 1-N-2 consistent à prévoir le résultat d'un match (1 : victoire de la première équipe, N : match nul, 2 : victoire de la deuxième équipe).

### Éléments de hasard
La loi prévoit que tous les jeux de pronostics organisés par La Française des jeux doivent faire appel à la combinaison du hasard et des résultats d’événements sportifs.
Numéro Pactole
Le numéro pactole était l'élément de hasard pour les événements Loto sportif et Loto foot entre juillet 1988 et août 2004.
Un chiffre compris entre 0 et 9 était attribué à chaque reçu
Un chiffre compris entre 0 et 9 était tiré au sort. Les gains des reçus gagnants ayant le numéro pactole tiré au sort étaient doublés.
Numéro Mise
Le numéro mise est l'élément de hasard pour les événements Loto Foot 7 & 15 depuis septembre 2004.
Un nombre compris entre 1 et 30 est attribué à chaque reçu
Un nombre compris entre 1 et 30 est tiré au sort. Les reçus ayant le numéro mise tiré au sort sont remboursés.
Numéro Chance
Le numéro chance est l'élément de hasard pour les événements Cote & Match et Cote & Score.
Des nombres compris entre 1 et 2500 sont attribués à chaque reçu (un nombre par euro misé)
Un nombre compris entre 1 et 2500 est tiré au sort. Les reçus ayant le numéro mise tiré au sort gagnent 125 € (entre janvier 2003 et juin 2004), 50 € (entre juillet 2004 et juin 2005) ou 25 € (depuis juillet 2005).

## Loto sportif
Le Loto sportif était un jeu de pronostics basé sur la répartition. Le Loto Sportif est également le tout premier jeu de pronostics en France.

### Loto sportif multisports (avril-juin 1985)
La première version du Loto sportif consistait en un questionnaire comportant deux séries de questions (six et deux) dont les réponses étaient comprises entre 000 et 999, ou N.
La part de hasard consistait en un tirage « Loto 5 sur 20 ». La mise de base était de 12,50 F.
Les rangs de gains étaient les suivants :
- 1er rang : Bulletins ayant les huit bonnes réponses.
- 2e rang : Bulletins ayant le plus de bonnes réponses dans la première série de questions.
- 3e rang : Bulletins ayant le plus de bonnes réponses dans la deuxième série de questions.
- 4e rang : Bulletins ayant les 5 numéros gagnants du « Loto 5 sur 20 ».
- 5e rang : Bulletins ayant 4 des 5 numéros gagnants du « Loto 5 sur 20 ».

Malgré des prises de jeu dépassant les attentes des organisateurs pour les deux premiers événements, elles se sont rapidement effondrées, et cette version du Loto sportif s'est arrêtée après 5 événements. 
- Événement N° 1 (environ 1 450 000 grilles validées, 1 gagnant à 2 639 165 F)
  - Formule 1 (Grand Prix du Portugal) : Trouver les pilotes classés aux six premières places.
  - Football (Division 2) : Trouver le résultat (1-N-2) du match Rennes-Reims et le nombre de buts marqués au cours de 6 matches.

- Événement N° 2 (environ 1 750 000 grilles validées, 1 gagnant à 159 660 F)
  - Football (Coupe de France) : Trouver le résultat et le nombre de buts marqués pour trois matches.
  - Rugby (Championnat de France) : Trouver le vainqueur et le nombre de points marqués pour un match.

- Événement N° 3 (environ 1 000 000 grilles validées, 1 gagnant à 93 625 F)
  - Football (Division 1) : Trouver le score de chaque équipe pour trois matches.
  - Rugby (Championnat de France) : Trouver le nombre de points marqués par chaque équipe pour un match.

- Événement N° 4 (environ 500 000 grilles validées, 1 gagnant à 15 960 F)
  - Football (Coupe de France) : Trouver le score de chaque équipe pour trois matches.
  - Football (Coupe de France) : Trouver l'équipe vainqueur de la finale et le nombre de buts marqués au cours des demi-finales et de la finale.

- Événement N° 5 (environ 270 000 grilles validées, 2 gagnants à 1 303 905 F)
  - Tennis (Roland-Garros) : Trouver le vainqueur de la finale et le nombre de jeux qu'il a marqués pour chacun des 5 sets de la finale.
  - Tennis (Roland-Garros) : Trouver le perdant de la finale et nombre total de jeux qu'il a marqués au cours de la finale.

### Loto sportif «16 matchs» (septembre 1985 - juin 1988)
Les événements 16 matchs consistaient généralement en 16 matches (principalement de football) de type 1-N-2.
La part de hasard était le tirage de 7 « numéros de la chance ». La mise de base était de 5 F.
Les rangs de gains étaient les suivants :
- 1er rang : Bulletins ayant tous les bons pronostics.
- 2e rang : Bulletins ayant tous les bons pronostics sauf 1.
- 3e rang : Bulletins ayant tous les bons pronostics sauf 2.
- 4e rang : Bulletins ayant tous les bons pronostics sauf 3.
- Lot de consolation : Bulletins ayant tous les bons pronostics correspondant aux 7 numéros tirés.

Un 5e rang attribué aux bulletins ayant tous les bons pronostics sauf 4 a été ajouté en novembre 1986.

### Loto sportif «13 matchs» (juillet 1988 - juillet 1997)
Les événements 13 matchs consistaient en 13 (ou 12) matches de football de type 1-N-2.
L'élément de hasard était le « numéro pactole ». La mise de base était de 5 F.
Au début, les rangs de gains étaient les suivants :
- 1er rang : Bulletins ayant tous les bons pronostics.
- 2e rang : Bulletins ayant tous les bons pronostics sauf 1.
- 3e rang : Bulletins ayant tous les bons pronostics sauf 2.

À partir de novembre 1988, les rangs étaient les suivants :
- 1er rang : Bulletins ayant le plus de bons pronostics.
- 2e rang : Bulletins ayant le plus de bons pronostics, après ceux du 1er rang.
- 3e rang : Bulletins ayant le plus de bons pronostics, après ceux du 2e rang.

### Loto sportif «match du jour» (juillet 1989 - juillet 1997)
Les événements match du jour consistaient en 1 match de football dont le joueur devait pronostiquer le score de chaque équipe (entre « 0 » et « 6 » ou « + »).
La mise de base était de 5 F. Il n'y avait qu'un seul rang de gains pour les bulletins comportant le bon score de chaque équipe.
De juillet 1989 à janvier 1990, un seul « match du jour » était proposé avec chaque liste « 13 matchs ».
De février 1990 à juin 1997, trois « matchs du jour » étaient proposés avec chaque liste « 13 matchs ».
Pendant la Coupe du Monde de Football 1990, la mise unitaire était de 10 F
En 1991, des matchs du jour spéciaux nommés « Bookmatch », avec une mise unitaire de 10 F ont été proposés pour des matches de rugby.
1995 le Loto des sports a fait son apparition.

## Loto Foot
Loto Foot était un jeu de pronostics basé sur la répartition.

### Matches (août 1997 - août 2004)
Les événements Matches consistaient en 13 (ou 12) matches de football de type 1-N-2.
L'élément de hasard était le « numéro pactole ». La mise de base était de 5 F, puis de 0,50 €.
Les rangs de gains étaient les suivants :
- 1er rang : Bulletins ayant tous les bons pronostics.
- 2e rang : Bulletins ayant tous les bons pronostics sauf 1.
- 3e rang : Bulletins ayant tous les bons pronostics sauf 2.
- 4e rang : Bulletins ayant tous les bons pronostics sauf 3.

À partir de janvier 1999, des événements « championnats européens » étaient proposés en parallèle des événements ordinaires.
Pour la coupe du monde 2002, des listes spéciales à 1 € étaient proposées.

### Scores (août 1997 - février 2000)
Les événements Scores consistaient en 5 matches de football dont le joueur devait pronostiquer le score de chaque équipe (0, 1, 2 ou +).
La mise de base était de 5 F.
Les rangs de gains étaient les suivants :
- 1er rang : Bulletins ayant les bons scores des 5 matches.
- 2e rang : Bulletins ayant les bons scores de 4 matches.
- 2e rang : Bulletins ayant les bons scores de 3 matches.

À partir de janvier 1999, des événements « championnats européens » étaient proposés en parallèle des événements ordinaires.

### France 98 (juin - juillet 1998)
À l'occasion de la coupe du monde de Football France 98, des événements spéciaux étaient proposés :
- Des événements Loto Foot Matches - France 98
- Des événements Loto Foot Scores - France 98
- Un événement Loto Foot Les quatre premiers - France 98
  - Le joueur devait pronostiquer sur le nom des équipes classées 1re, 2e, 3e et 4e à l'issue de la coupe du Monde.
  - Il n'y avait qu'un seul rang de gains, pour les bulletins comportant tous les bons pronostics.
  - La mise de base était de 10 F (environ 1,50 €), environ 400 000 bulletins ont été validés pour cet événement.
  - 102 Joueurs ont trouvé la bonne combinaison (France, Brésil, Croatie et Pays-Bas), ils ont gagné 19 246 F (environ 3 000 €) chacun.

- Un évènement Loto Foot Spécial Finale - France 98
  - Le joueur devait pronostiquer sur le score à la mi-temps, à la fin du match et le nom du vainqueur de la finale de la coupe du Monde (Brésil-France).
  - Il n'y avait qu'un seul rang de gains, pour les bulletins comportant tous les bons pronostics.
  - La mise de base était de 20 F (environ 3 €), environ 520 000 bulletins ont été validés pour cet événement.
  - 737 Joueurs ont trouvé la bonne combinaison (0-2 à la mi-temps et 0-3 à la fin du match, victoire de la France), ils ont gagné 6 994 F (environ 1 000 €) chacun.

### Duo Foot (mars 2000 - décembre 2002)
Les événements Duo Foot consistaient en 2 matches de football dont le joueur devait pronostiquer le résultat (1-N-2) et le score de chaque équipe (0, 1, 2, 3 ou +).
La mise de base était de 10 F, puis 1,50 €. Il n'y avait qu'un seul rang de gains, pour les bulletins comportant tous les bons pronostics.

## Loto Foot 7 & 15
Loto Foot 7 & 15 est un jeu de pronostics basé sur la répartition, lancé en septembre 2004.
Chaque semaine, une ou plusieurs listes de 7 ou 15 matches sont proposées aux joueurs. L'objectif est de réaliser plusieurs pronostics sur un même match en augmentant sa mise par rapport aux combinaisons choisies.
Les combinaisons doubles et triples peuvent être intéressantes afin d'augmenter les chances de gain. Il est par exemple possible d'opter pour 1/N ou N/2.
En fonction du nombre de combinaisons et du choix des grilles (lotofoot 7, lotofoot 15), les mises peuvent varier de 1 à 768 euros. Il faut néanmoins bien garder à l'esprit que les gains dépendent du nombre de joueurs ayant pronostiqué correctement. C'est donc ce que l'on appelle un Pari mutuel. 

## Loto Foot 8 & 12
Entre mai et juin 2020, la La Française des jeux a lancé 2 nouvelles gammes de grilles, les Lotofoot 8 et 12.  

### Loto Foot 7
En général, cinq à six listes de 7 matches sont proposées chaque semaine :
- Validations du lundi au mardi : matches de coupes d'Europe des mardi, mercredi et jeudi.
- Validations du mercredi au vendredi : Une grille avec le matche de Ligue 1 du vendredi.
- Validations le samedi : matches de Ligue 1 et des championnats étrangers des samedi.
- Validations le dimanche : matches de Ligue 1 et des championnats étrangers du dimanche. Durant la saison de Ligue 1, La Française des jeux, via la marque Parions Sport , met en jeu des pactoles de 100 000 €;

Les rangs de gains sont les suivants :
- 1er rang : 7 bons pronostics
- 2e rang : 6 bons pronostics

### Loto Foot 8
En général, une à deux listes de 8 matches sont proposées chaque semaine :
- Validations du lundi au vendredi : matches de coupes d'Europe des mardi, mercredi et jeudi et autres matchs le vendredi.
- Validations du samedi : Une grille avec les matches de Championnat de France de football de deuxième division du samedi. Parions Sport met à cette occasion en jeu des pactoles de 150 000 €;

Les rangs de gains sont les suivants :
- 1er rang : 8 bons pronostics
- 2e rang : 7 bons pronostics

Sur ces deux formules, il est possible qu'il n'y ait pas de vainqueurs au 1er rang (7 pour le LF7 et 8 pour le LF8). Le cas échéant les gains sont reportés au rang inférieur, c'est-à-dire 5 bons pronostics au LF7 et 6 bons pronostics au LF8. 
Il s'agit des deux seuls jeux proposés par La Française des jeux (que ce soit aux jeux de loterie comme le Loto ou l'EuroMillions ou aux jeux de grattage) qui permet d'obtenir des rapports supérieures au nombre de possibilités. En effet, lors de la grille N°32 du 15/05/2021, les rapports du rang 1 étaient de 43 700 €, soit 6,7 fois le nombre de combinaisons possibles (6 561). Ce cas de figure reste cependant rare.

### Loto Foot 12
En général, deux à trois listes de 12 matches sont proposées chaque semaine :
- Matchs européens: le mardi (ligue des champions), le jeudi (Europa League et Europa Conference League) et le samedi (matchs de L1 et championnats européens).
- Matchs internationnaux : des grilles avec les matches des équipes nationales lors des trêves internationales.Parions Sport met à cette occasion en jeu des pactoles de 200 000 €;

Les rangs de gains sont les suivants :
- 1er rang : 12 bons pronostics
- 2e rang : 11 bons pronostics
- 3e rang : 10 bons pronostics.
- 4e rang : 9 bons pronostics.

Parions Sport met à cette occasion en jeu des pactoles de 200 000 €; Si le pactole n'est pas remporté, l'opérateur fait grossir le pactole de 50 ou 100 000€. Le montant maximal atteint est de 400 000€.
Sur la formule LF12, entre le 17 juin 2020 (date de mise en place de cette formule de grille à 12 matchs) et fin décembre 2024, 37 gagnants ont remporté un gain de 100 000 € ou plus (entre 100 000 € et 250 000€).

### Loto Foot 15
Les listes Loto Foot 15 sont en général composées de 14 matches, les listes de 15 matches étant réservées pour des évènements comme la coupe du monde ou les week-ends ou de nombreuses affiches en Ligue 1 et dans les championnats européens sont proposées. 
Les rangs de gains sont les suivants pour une liste de 15 matches :
- 1er rang : 15 bons pronostics.
- 2e rang : 14 bons pronostics.
- 3e rang : 13 bons pronostics.
- 4e rang : 12 bons pronostics.

Les rangs de gains sont les suivants pour une liste de 14 matches :
- 1er rang : 14 bons pronostics.
- 2e rang : 13 bons pronostics.
- 3e rang : 12 bons pronostics.
- 4e rang : 11 bons pronostics.

Parions Sport , met en jeu des pactoles de 500 000 € minimum le samedi sur le championnat de Ligue 1 ainsi que le mardi pour les matchs de la Ligue des Champions. De Super Pactoles proposant  jusqu'à 2M€ à gagner sont quant à eux mis en jeu sur les listes de 15 matchs. En 2005, le record pour le montant d'un pactole est de 5M€. 
Le Lotofoot est un des seuls jeux mutuels de paris sportifs existant encore en Europe avec la Quiniela en Espagne, le Totocalcio en Italie et le Totogoal en Suisse ayant cessé d'exister ces dernières années. 
Il s'agit d'un jeu très populaire en France. Et pour cause, c'est le seul jeu de pronostics sur le football  permettant aux joueurs de devenir millionnaires.  
Chaque semaine, plus d'un million de parieurs complètent un bulletin pour avoir les 14 ou 15 bons résultats. 
Sur la formule LF15, entre le mois de janvier 2015 et fin décembre 2024, plus de 595 gagnants ont remporté un gain de 100 000 € ou plus (entre 100 000 € et 3M€) , soit en moyenne un gagnant au moins par semaine). A titre de comparaison, sur le Quinté + (et le e-quinté + en ligne) qui est le produit phare du PMU et également très populaire dans le pays puisqu'il attire 1,5 million de joueurs quotidiens, 1 833 gagnants ont remporté un gain de 100 000 € ou plus sur la même période.

## Cote & Match
Cote & Match est un jeu de pronostics basé sur le principe du pari à cote existant depuis janvier 2003.
Les pronostics sont de type 1-N-2. À chacun de ces 3 résultats est attribué une cote fixe définie par les coteurs de La Française des jeux.

### Listes
- Janvier 2003 à décembre 2004 : une liste par semaine (lundi à dimanche ou mardi à lundi) comprenant jusqu'à 60 matches de football.
- De janvier 2005 à novembre 2008 : deux listes par semaine (lundi à mercredi, jeudi à dimanche) comprenant chacune jusqu'à 60 événements sportifs.
- De novembre 2008 à novembre 2009: deux listes par semaine (mardi à jeudi, vendredi à lundi) comprenant chacune jusqu'à 60 événements sportifs.
- Depuis novembre 2009: l'offre Cote & Match est proposée sous la marque Parions Sport

### Sports et Formules
- Football (depuis janvier 2003, environ 80 % des pronostics proposés) : Ligue 1, Ligue 2, Championnats européens, Coupes d'Europe, Euro, Coupe du Monde…
  - Fin du match (depuis janvier 2003) : équipe gagnante à la fin du match (sans tenir compte des prolongations et tirs au but)
  - Handicap (depuis octobre 2003) : des buts d'avance sont accordés à l'équipe considérée comme étant la plus faible.
  - Mi-temps (depuis février 2006) : le score à la mi-temps du match est pris en compte.
  - 1er but (de juin à juillet 2006) : le score après l'ouverture du score (ou N en cas de 0-0) est pris en compte.
- Rugby à XV (depuis juin 2003, environ 8 % des pronostics proposés) : Top 14, Pro D2, Coupes d'Europe, VI Nations, Coupe du Monde…
  - Les matchs de rugby à XV sont proposés en formule « Handicap » (la plupart du temps) ou en formule « Fin du match ».
- Basket-Ball (depuis janvier 2005, environ 12 % des pronostics proposés) : Pro A, Pro B, Euro League, NBA, Coupe du Monde…
  - Les matchs de basket-ball sont proposés en formule « Handicap » (la plupart du temps) ou en formule « Fin du match ».
- Tennis (de mars à juillet 2006) : Roland-Garros, Wimbledon, Masters…
  - Les matchs de tennis étaient proposés uniquement en formule « Handicap » car le match nul n'existe pas

### Bulletins
La mise de base est, au choix du joueur, de 1 €, 2 €, 5 €, 10 €, 20 €, 50 €, 75 € ou 100 €.
- De janvier 2003 à juin 2004, un bulletin pouvait comporter entre 3 et 6 pronostics.
- De juillet 2004 à juin 2005, un bulletin peut comporter entre 2 et 6 pronostics.
- De juillet 2005 à décembre 2008, un bulletin peut comporter entre 1 et 6 pronostics, le pari à un seul pronostic étant réservé à certains pronostics.
- Depuis décembre 2008, un bulletin peut comporter entre 1 et 6 pronostics, le pari à un seul pronostic étant ouvert à l’ensemble des pronostics.

Tous les matches figurant sur un bulletin doivent concerner des événements sportifs différents.
Le bulletin est gagnant si l'ensemble des pronostics sont gagnants, dans ce cas le montant du gain est le produit des cotes correspondantes.

## Cote & Score
Cote & Score est un jeu de pronostics basé sur le pari à cotes lancé en août 2007.
À chaque résultat possible est attribué une cote fixe définie par les coteurs de La Française des jeux.

### Listes
- D'août 2007 à novembre 2008 : deux listes par semaine (lundi à mercredi, jeudi à dimanche) comprenant chacune jusqu'à 15 pronostics.
- Depuis novembre 2008 : deux listes par semaine (mardi à jeudi, vendredi à lundi) comprenant chacune jusqu'à 15 pronostics.
- Depuis novembre 2009 : l'offre Cote & Score est proposée sous la marque Parions Sport

### Sports et Formules
- Football : Ligue 1, Ligue 2, Championnats européens, Coupes d'Europe, Euro, Coupe du Monde…
  - Score Exact : Score à la fin de la seconde mi-temps (avant les prolongations), 23 pronostics possibles (22 scores proposés et 1 pronostic autres)
  - Mi-temps/Fin de Match : Équipe qui mène à la fin de chaque mi-temps, 9 pronostics possibles
  - Vainqueur final équipe : Équipe vainqueur d'une compétition
- Rugby à XV : VI Nations, Coupe du Monde…
  - Vainqueur final équipe : Équipe vainqueur d'une compétition
- Tennis : Open d'Australie, Roland Garros, Jeux olympiques…
  - Vainqueur final individuel : Joueur vainqueur d'un tournoi
- Automobile : Grands prix de Formule 1…
  - Vainqueur individuel : Pilote vainqueur d'une course
- Sports individuels (athlétisme, judo, natation…) : Jeux olympiques
  - Vainqueur final individuel : Joueur vainqueur d'une compétition
- Sports collectifs (basketball, handball…) : Jeux olympiques
  - Vainqueur final équipe : Équipe vainqueur d'une compétition

### Bulletins
La mise de base est, au choix du joueur, de 1, 2, 5, 10, 20, 50, 75 ou 100 euros.
Un bulletin peut comporter jusqu'à quatre pronostics.

## Parions Sport
En novembre 2009, la Française des Jeux (tout juste rebaptisée FDJ) regroupe toute son offre de pronostics sportifs en Point de Vente sous la marque Parions Sport : le Loto Foot devient Parions Sport Loto Foot, Cote & Match devient Parions Sport 1N2, tandis que Cote & Score disparaît mais certains de ses aspects sont repris dans le bulletin Parions Sport Match du Jour.
Depuis le 1er février 2012, une application mobile Parions Sport est mise à disposition gratuitement des joueurs sur l'App Store et l'Android Market.
Cette application permet aux joueurs de retrouver les listes des paris disponibles, les résultats ainsi que le PDV le plus proche d’eux via une fonctionnalité de géolocalisation.

## ParionsWeb - Parions Sport En ligne
En parallèle de la marque Parions Sport, FDJ lance son site de paris sportifs en ligne : ParionsWeb désormais appelé Parions Sport En ligne. Les internautes peuvent parier en pré-match ou en direct sur tous les sports majeurs tels que le football, le tennis, le rugby, la formule 1, le basketball, le handball et le volleyball. Le site Parions Sport En ligne offre donc la possibilité aux joueurs de parier sur une offre complète en toute sécurité. 
Par ailleurs, le marché des paris sportifs en ligne est ouvert à la concurrence depuis la promulgation de la loi du 12 mai 2010 relative à l’ouverture à la concurrence et à la régulation du secteur des jeux d’argent et de hasard en ligne. 

## Enjeux économiques et sociaux
Les sites de paris sportifs ont recours à différentes techniques comme la publicité ciblée afin de s'adresser particulièrement à certaines populations plus susceptibles de parier, en particulier les « jeunes de quartiers ».
Les données de l’Autorité nationale des jeux (ANJ) mettent en évidence le profil des parieurs : neuf sur dix sont des hommes, un sur trois a entre 18 et 24 ans, et un sur trois de 25 à 34 ans. Deux tiers des mises et plus de la moitié du chiffre d'affaires des paris sportifs sont le fait de joueurs classés « problématiques », selon l'Observatoire des jeux (ODJ), c'est-à-dire « appartenant à des milieux sociaux modestes, ayant un niveau d’éducation et des revenus inférieurs à ceux des autres joueurs (…) moins actifs que l’ensemble des joueurs et plus fréquemment chômeurs ». Quatre jeunes de dix-sept ans sur dix ont parié au moins une fois en 2019.
Les risques d'addiction préoccupent l'ANJ qui met en garde les opérateurs et leur rappelle leur devoir de protection des joueurs.

## Pratiques illégales
Une enquête du journal Libération a mis en évidence des pratiques illégales des sites de paris qui bloquent ou limitent les mises des joueurs en réussite et encouragent celles des joueurs malchanceux.